# دنمارك فيسي
دنمارك فيسي Denmark Vesey (ويعرف أيضا باسم تيليماك Telemaque) (ولد حوالي 1767 – توفي 2 يوليو 1822) هو نجار وقيادي بين الأمريكيين السود في تشارلستون بولاية كارولينا الجنوبية. واتهم وأدين بأنه قائد "الانتفاضة"،  وهي ثورة عبيد كبيرة تم التخطيط لها في المدينة في يونيو 1822؛ وتم إعدامه. ويحتمل أنه ولد عبدا في سانت توماس في جزر العذراء الأمريكية (التي كانت وقتها تحت الحكم الدنماركي)، وخدم تحت إمرة سيده في برمودا لفترة من الزمن قبل أن يتم جلبه إلى تشارلستون حيث اكتسب حريته. 
فاز فيسي اليانصيب واشترى حريته في سن الثانية والثلاثين. كان لديه عمل جيد وعائلة، ولكنه لم يتمكن من شراء زوجته الأولى وأطفاله من العبودية. أصبح فيسي نشطا في الكنيسة المشيخية الثانية. كان فيسي من بين مؤسسي كنيسة الأسقفية الميثودية الأفريقية المستقلة في المدينة في عام 1818 (والتي أصبح اسمها بعد الحرب "كنيسة إيمانويل الأسقفية الميثودية"، وهي أول طائفة سوداء مستقلة في الولايات المتحدة وتأسست في فيلادلفيا). حظيت الكنيسة بدعم من رجال الدين البيض، جذبت بسرعة أكثر من 1800 عضو، وأصبحت ثاني أكبر تجمع للكنيسة في البلاد بعد كنيسة الأم بيثيل في فيلادلفيا.
في عام 1822 زعم أن هناك ثورة عبيد يتم التخطيط لها وأن هو زعيمها. وقيل إن فيسي وأتباعه يخططون لقتل الأسياد في تشارلستون وتحرير العبيد والإبحار إلى جمهورية هايتي السوداء. تذكر بعض السجلات أنها شملت الآلاف من العبيد في المدينة وغيرها على المزارع على بعد أميال. وقام مسؤولو المدينة باعتقال قادة المؤامرة والعديد من المشتبه فيهم في يونيو قبل أن تبدأ الانتفاضة.
وكان فيسي وخمسة من العبيد من بين المجموعة الأولى من الرجال الذين حكم عليهم بسرعة عن طريق محكمة عينتها المدينة وحكم عليهم بالإعدام؛ تم إعدامهم شنقا في 2 يوليو 1822. كان فيسي يبلغ من العمر 55 عاما تقريبا. أعدم نحو 30 مواليا إضافيا في المحاكمات التالية. كما حكم على ابنه بتهمة التآمر وتم ترحيله من الولايات المتحدة، إلى جانب العديد الآخرين. تم تدمير الكنيسة وطرد قسّها من المدينة.

## النشأة
كانت المخطوطات المنسوخة للإفادات في إجراءات المحكمة لعام 1822 في تشارلستون، كارولينا الجنوبية، وتقارير بعد الأحداث المصدر الرئيسي لتوثيق حياة دنمارك فيسي. حكمت المحكمة على فيسي بتهمة التآمر لشن تمرد العبيد وأعدمته شنقًا.
ذكرت المحكمة أنه ولد في عام 1767 وهو عبدًا في سانت توماس، في مستعمرة الدنمارك آنذاك. أعاد الكابتن جوزيف فيسي تسميته إلى تيليماك. يشير المؤرخ دوغلاس إجيرتون إلى أن فيسي قد يكون من أصل كورومانتي (شعب يتحدث اللغة الأكانية). يشير كاتب السيرة الذاتية ديفيد روبرتسون إلى أن تيليماك قد يكون من أصل ماندي، لكن لم يُقبل هذا الدليل من قبل المؤرخين.
اشترى جوزيف فيسي، قبطان بحر من برمودا وتاجر رقيق، تيليماك وهو في سن الرابعة عشرة تقريبًا. بعد فترة، باع فيسي الشاب لمزارع في سانت دومينج الفرنسية (هايتي الحالية). عندما تبين أن الشاب يعاني من نوبات صرع، أعاده الكابتن فيسي وأعاد المال الذي دُفع له إلى السيد السابق. لم يجد كاتب السيرة إيجرتون أي دليل على إصابة دنمارك فيسي بالصرع في وقت لاحق من حياته، ويقترح أن دنمارك قد يكون ادعى إصابته بنوبات صرع من أجل الهروب من الظروف الوحشية بشكل خاص في سان دومينج.
عمل تيليماك كمساعد شخصي لجوزيف فيسي وخدم فيسي كمترجم فوري في تجارة الرقيق، وهي وظيفة تطلبت منه السفر إلى برمودا (أرخبيل على نفس خط العرض مثل تشارلستون، كارولينا الجنوبية، ولكن أقرب إلى كيب هاتيراس، كارولينا الشمالية، واستقر في الأصل في مستوطنة فرجينيا) لفترات طويلة من الزمن، ونتيجة لذلك، كان معروفًا بأنه يجيد الفرنسية والإسبانية وكذلك الإنجليزية. بعد الحرب الثورية، تقاعد الكابتن من مهنته البحرية (بما في ذلك تجارة الرقيق)، واستقر في تشارلستون، كارولينا الجنوبية. تعلم تيليماك القراءة والكتابة في الوقت الذي استقر فيه هو وفيسي في تشارلستون.
قُسمت ولاية كارولينا في عام 1669 إلى مقاطعتين، مقاطعة كلارندون الجنوبية (التي تضم تشارلستون) ومقاطعة ألبيمارل الشمالية، والتي أصبحت مستعمرات منفصلة لكارولينا الجنوبية وكارولينا الشمالية) في عام 1712. كانت تشارلستون مركزًا قاريًا مرتبطًا بازدهار تجارة النقل البحري في برمودا. كانت المركز التجاري لمزارع الأرز والصباغ في البلاد المنخفضة، وكان أغلب سكان المدينة من الرقيق. في عام 1796، تزوج الكابتن فيسي من ماري كلودنر، وهي «امرأة هندية شرقية حرة» ثرية، واستخدم الزوجان تيليماك كخادم منزلي في مزرعة ماري ذا جروف، خارج تشارلستون مباشرة على نهر آشلي.

## الحرية
في 9 نوفمبر 1799، فاز تيليماك بمبلغ 1500 دولار في يانصيب المدينة. في سن 32، اشترى حريته من فيسي مقابل 600 دولار. أخذ لقب فيسي والاسم المعطى له «دنمارك»، على اسم الأمة التي تحكم مسقط رأسه سانت توماس. بدأ دنمارك فيسي العمل كنجار مستقل وأسس شركته الخاصة. بحلول هذا الوقت كان قد تزوج بيك، وهي امرأة مُستعبدة. وُلد أطفالهم في ظل العبودية بموجب مبدأ عبودية الطفل تتبع أمه، والذي بموجبه. يصبح أطفال الأم المستعبدة عبيد أيضًا. حاول فيسي أن يحصل على حرية عائلته. حاول شراء زوجته وأطفاله، لكن سيده رفض بيعها. وهذا يعني أن الأطفال في المستقبل سيولدون أيضًا مستعبدين.
جنبًا إلى جنب مع العبيد الآخرين، كان فيسي ينتمي إلى الكنيسة المشيخية الثانية واستاء من قيودها على أعضائها السود.
في عام 1818، بعد أن أصبح رجلًا حرًا في عام 2005، كان من بين مؤسسي مجمع كان يُعرف باسم «دائرة بيثيل» مجمع أُسقُفِيّ ميثوديّ أفريقي مستقل (إيه إم إي). نُظم ذلك في فيلادلفيا، بنسلفانيا عام 1816 كأول جماعة سوداء مستقلة في الولايات المتحدة.
كانت كنيسة إيه إم إي في تشارلستون مدعومة من قبل رجال الدين البيض البارزين. في عام 1818 أمرت السلطات البيضاء بإغلاق الكنيسة لفترة وجيزة، لانتهاكها قواعد قانون العبيد التي تحظر على المصلين السود إقامة خدمات العبادة بعد غروب الشمس. جذبت الكنيسة 1848 عضوًا بحلول عام 1818، ما جعلها ثاني أكبر كنيسة إيه إم إي في البلاد. كان مسؤولو المدينة قلقين دائمًا بشأن تجمع العبيد في مجموعات. أغلقوا الكنيسة مرة أخرى لبعض الوقت في عام 1821، حيث حذر مجلس المدينة من أن فصولها أصبحت «مدرسة للعبيد» (بموجب قانون العبيد، كان يُحظر تعليم العبيد القراءة).

## روابط خارجية
- دنمارك فيسي على موقع الموسوعة البريطانية (الإنجليزية)